# عطاس
العُطَاس (بالإنجليزية: sneeze) هو خروج الهواء مع بعض القطرات السائلة فجأة وباندفاع من الأنف والفم. وعادة يقوم الجسم بهذه الحركة للتخلص من المادة التي تهيج الأنف، إذ تستجيب النهايات العصبية الموجودة في الأنف لتلك المواد بإثارة العطاس وهي عملية تحدث بشكل لا إرادي. فعندما يعطس المرء، تنطلق من فمه حوالي 100 ألف جرثومة بسرعة 100 ميل في الساعة وبما أن العطسة تنطلق بهذه السرعة فهي تحتاج إلى طاقة كبيرة لإخراجها.

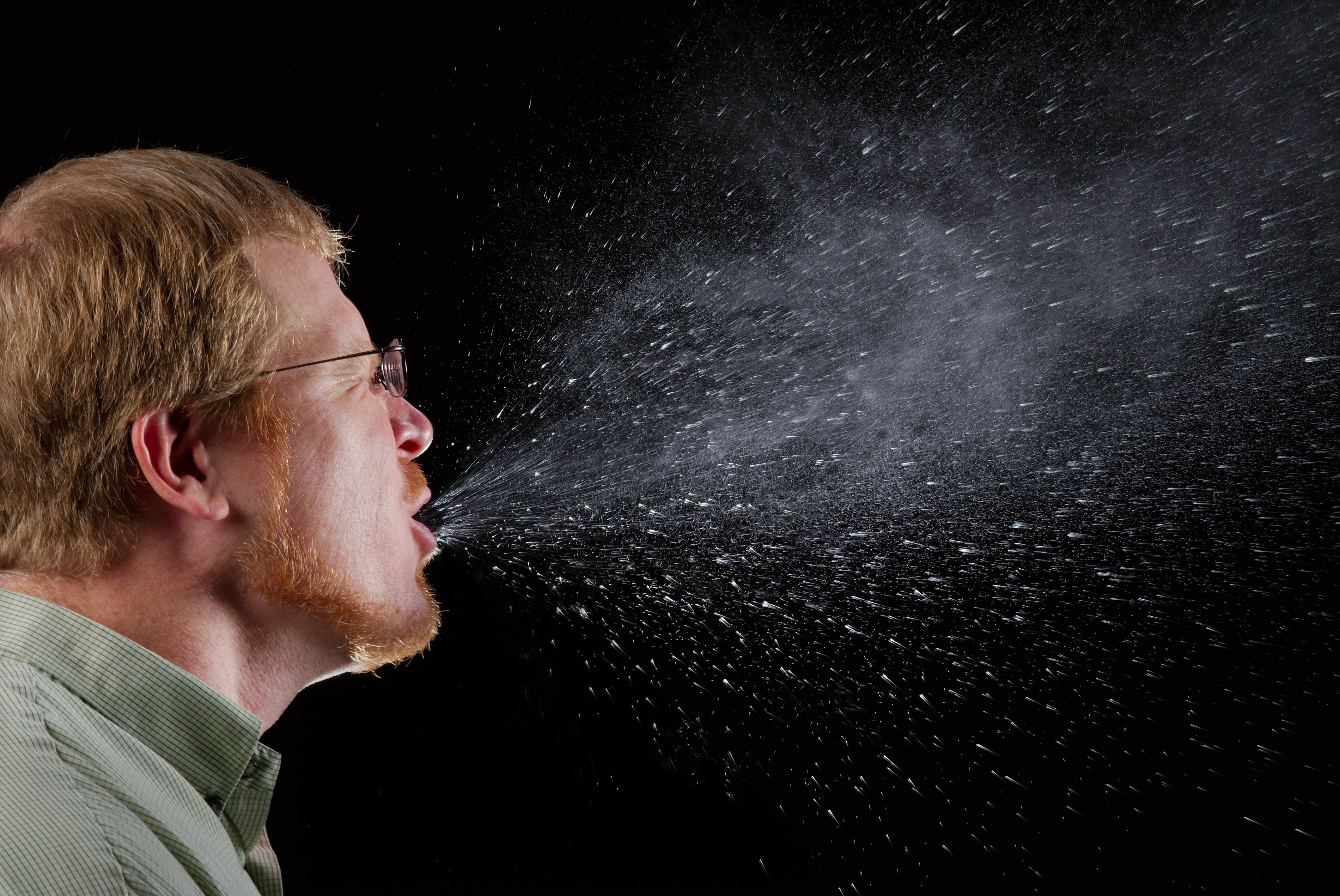

يحدث العطاس المتكرر في مرض حمى الدريس، عندما تستقر حبوب لقاح النبات في الأنف. كما يؤدي ضوء الشمس للعطاس ؛ لأنه يثير عصب العينين المتصلة بالنهايات العصبية الموجودة في الأنف. وإذا كان العطاس يساعد جسم الإنسان، فهو قد يسبب للبعض الأضرار. فعندما يصاب الأنف باحتقان جرثومي نتيجة للزكام مثلاً، يساعد العطاس على تفريغه وإخراجه. وإذا لم يقم العاطس بتغطية أنفه وفمه تنتقل الجراثيم إلى الهواء وتصيب الآخرين بالعدوى .

## الوصف
العطس يحدث عادة عندما تمر جزيئات غريبة أو ما يكفي من المنشطات الخارجية عبر الشعرالأنفي للوصول إلى الغشاء المخاطي للأنف. وهذا يؤدي إلى إطلاق الهيستامين، مما يؤدي إلى تهيج الخلايا العصبية في الأنف، مما يؤدي أيضا إلى إرسال إشارات إلى الدماغ لبدء العطس من خلال شبكة العصب ثلاثي التوأم (العصب الخامس). ثم يتصل بهذه الإشارة الأولية، ثم ينشط عضلات البلعوم والقلية ويخلق فتحة كبيرة من تجاويف الأنف والفم، مما يؤدى إلى إطلاق دفعة قوية من الهواء والجسيمات الحيوية. تُعزى الطبيعة القوية للعطس إلى مشاركتها في العديد من أعضاء الجزء العلوي من الجسم – بل هو استجابة انعكاسية تنطوي على عضلات الوجه والحنجرة والصدر. العطس هو أيضا ناجم عن تحفيز عصب الجيوب الأنفية الناجمة عن احتقان الأنف والحساسية. وتقع المناطق العصبية المشاركة في منعكس العطس في جذع الدماغ على طول الجزء فيبروموديال من نواة ثلاثية التوائم في العمود الفقري والبطين النخاعية المجاورة تشكيل الشبكة الجانبي. ويبدو أن هذه المنطقة المسيطرة على البلعوم، الحنجرة الجوهرية والعضلات التنفسية، والنشاط المشترك لهذه العضلات بمثابة شيء أساسي لتوليد العطس. يتضمن رد فعل العطس تقلص عدد من العضلات المختلفة ومجموعات العضلات في جميع أنحاء الجسم، وعادة ما تشمل الجفون. ومع ذلك، فإن الإيحاء الشائع بأنه من المستحيل العطس والعيون مفتوحة غير دقيق. وبخلاف الجسيمات الخارجية المزعجة أو الحساسية أو المرض المحتمل، هناك حافز آخر هو التعرض المفاجئ للضوء الساطع – وهي حالة تعرف باسم منعكس العطس الضوئي. وقد يؤدي الخروج من مبنى مظلم إلى أشعة الشمس إلى العطاس .فالميل إلى العطس عند التعرض للضوء الساطع هو سمة مسيطرة في معظم البشر ويؤثر على 18-35٪ من السكان البشريين.

## علم الأوبئة

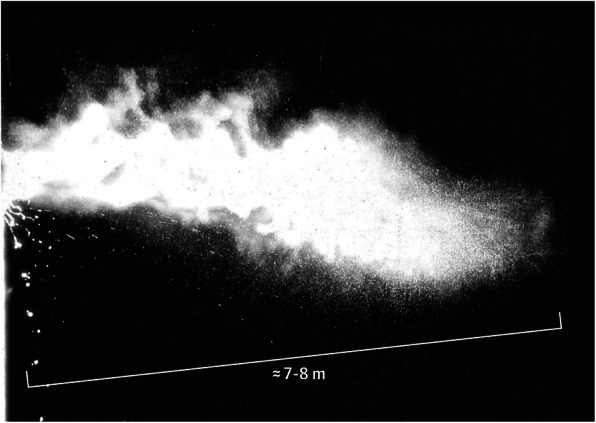
صورة توضيحية تبين مسافة امتداد العطس. طول العطاس غالباً يكون ما بين 7-8 متر(23 إلى 26 قدم)

العطس غير مؤذي عموماً في الأشخاص الأصحاء، لكنه قد ينشر من خلال قطرات الهباء الجوي بعض الأمراض المعدية، وتتراوح في حجمها من 0.5 إلى 5 ميكرومتر. يمكن للعطس أن ينتج 40,000 قطرة. للحد من إمكانية انتشار العطاس وبالتالي (مثل مرض الانفلونزا وفيروس كورونا 2019) يوضع الساعد عند الفم خلال العطس أو داخل الكوع، أو منديل أمام الفم والأنف عند العطس. واستخدام يد واحدة اثناء العطس قد فشل مؤخرا في عدم الفاعلية كما أنه يعتبر غير ملائم تماماً لأنه يعزز انتشار الجراثيم من خلال الاتصال البشري (مثل المصافحة)أو عن طريق الأشياء التي تلمس بكثرة (أبرزها مقابض الأبواب). حتى من وقت قريب، لوحظ المسافة القصوى المرئية التي ينتقل عليها العطس عند 0.6 متر (2.0 قدم)، وكانت السرعة القصوى للعطس المشتقة 4.5 م/س (حوالي 10 ميل في الساعة).

## الوقاية
تغطية الانف والفم اثناء العطس بالمنديل أو الساعد طريقة ثبت فعاليتها للحد من العدوى بشكل عام والحد من التفاعل مع المهيجات، مثل إبقاء الحيوانات الأليفة خارج المنزل. وضمان الإزالة المستمرة في الوقت المناسب للأوساخ وجزيئات الغبار من خلال التدبير المنزلي السليم؛واستخدام أجهزة تنقية الهواء وترطيبه؛ والابتعاد عن المناطق الصناعية والزراعية.وعلى الرغم من كل ذلك، يجد بعض الناس أن العطس ممتع ولا يريدون منعه.

## سبب العطاس
سبب العطاس دخول جسم غريب إلى الأنف كالغبار، وأيضا عند حلول فصل الربيع ويكثر الغبار في الجو مما يسبب حساسية كبيرة لبعض الأشخاص فتظهر على شكل عطاس .

## أساطير حول العطاس
تنتشر معلومات مضللة أو غير مؤكدة حول ظاهرة العطاس منها أن العطس بعينين مفتوحتين يؤدي لخروجهما وأن انغلاق الجفنين لهذا الغرض. في الحقيقة ومع أنه لا توجد وظيفة أو سبب علمي مقنع لعملية إغلاق جفني العين فهناك عينة من الناس قادرين على العطس بعينين مفتوحتين. من جهة أخرى فإن للعين عضلات مسؤولة عن حركتها طوال الوقت ولا يمكن للعطاس أن يؤثر على ذلك.
تنتشر أيضاً معلومات مفادها أن لمنع العطاس مخاطر وخيمة على صحة الإنسان مشيرة إلى تقرير طبي بأحد المستشفيات العالمية أن أي شخص يحاول منع العطاس يمكن أن يصاب بشلل نصفي حيث تبين من خلال البحث الذي أجري على إحدى الطالبات في الرابعة عشر من عمرها أن سبب إصابتها بالشلل هو منعها للعطاس لعدة مرات وأيضا فمنع العطاس يؤدي إلى ارتداد الدم في الرقبة أو الرأس
ومن ثم إلى الوفاة.

## الثقافة
يمثل العطاس في الثقافة البولندية وخصوصاً في المناطق الحدودية الشرقية علامة مشؤومة عن غيبة الحماة لصهرهما في تلك اللحظة، ويسود الاعتقاد بانطباق الظاهرة ذاتها على كنة زوجة الأم وحماتها (أم الزوج). وكما هو الحال في دول كاثوليكية أخرى مثل المكسيك وإيطاليا وأيرلندا فإن بقايا الثقافة الوثنية تعزز في خرافات الفلاحين البولنديين.
تستمد الثقافة الإسلامية التقليدية ممارساتها بشكل كبير من أحاديث النبي محمد والسيرة النبوية. وقد ورد عن العطاس في أذكار النووي: «السنة إذا جاءه العطاس أن يضع يده أو ثوبه أو نحو ذلك على فمه، وأن يخفض صوته». اهـ.
وفيه أنه عن أبي هريرة أن النبي ﷺ قال: «إذا عطس أحدكم فليقل: الحمد لله، وليقل له أخوه أو صاحبه: يرحمك الله، فإذا قال له: يرحمك الله، فليقل: يهديكم الله ويصلح بالكم» صحيح البخاري، وقال العلماء أن بالكم معناها شأنكم. اهـ.

قال ابن القيم الجوزي: 

## غير البشر

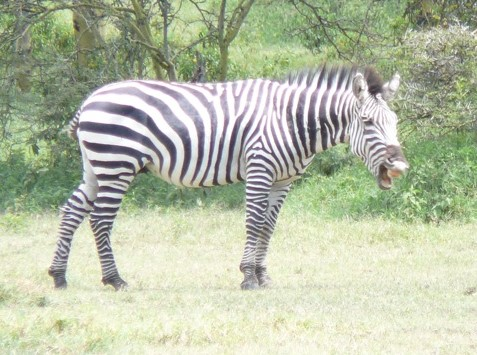
حمار وحشي يعطس.

لا يقتصر العطس على البشر أو حتى الثدييات. فهناك الكثير من الحيوانات بما في ذلك القطط ، الكلاب، الدجاج يقومون بالعطاس أيضاً. وأما الكلاب البرية الأفريقية فهي تستخدم العطس كشكل من أشكال الاتصال.